# Camarena de la Sierra
Camarena de la Sierra ist eine spanische Gemeinde in der Provinz Teruel in Aragonien.
Das Dorf liegt auf einer Höhe von 1294 Meter über dem Meeresspiegel, circa 30 Kilometer entfernt von Teruel. 2024 hatte die Gemeinde 142 Einwohner.

## Persönlichkeiten
- Urbano Kardinal Navarrete Cortés SJ (1920–2010), Kirchenrechtler, Hochschullehrer, Universitätspräsident der Päpstlichen Universität Gregoriana in Rom